# Marc Thomé
Marc Thomé (4 november 1963) is een voormalig voetballer uit Luxemburg. Hij speelde als middenvelder gedurende zijn carrière. Thomé beëindigde zijn loopbaan in 1999 bij CS Grevenmacher. Nadien was hij actief als voetbaltrainer.

## Interlandcarrière
Thomé kwam in totaal tien keer uit voor de nationale ploeg van Luxemburg in de periode 1986-1994. Onder leiding van bondscoach Paul Philipp maakte hij zijn debuut op 16 november 1986 in de vriendschappelijke uitwedstrijd tegen Portugal (2-0). Zijn tiende en laatste interland speelde Thomé op 23 maart 1994 tegen Marokko (1-2) in Luxemburg.

## Erelijst
CS Grevenmacher
- Beker van Luxemburg

1995, 1998